# Col d'Uzious
Le col d'Uzious est un col de montagne pédestre des Pyrénées à 2 472 mètres d'altitude à cheval entre les départements français des Hautes-Pyrénées (dans le Lavedan) et des Pyrénées-Atlantiques (en Béarn), en Occitanie et en Nouvelle-Aquitaine.
Il relie la vallée d'Ossau à l'ouest et la vallée d'Arrens.

## Toponymie
Le nom du col d'Uzious trouve son origine dans le parler local : l'occitan béarnais. Dans cette langue, son nom est col d'Usions, issu de la contraction des termes dus « deux » et ièu « lac de haute montagne ». En effet, le toponyme faisait à l'origine référence non pas au seul lac d'Uzious, appelé à l'origine Grand lac d'Uzious, mais à deux lacs avec le Petit lac d'Uzious, actuel lac du Lavedan situé peu en amont.

## Géographie
Le col d'Uzious est situé entre le Sanctus (2 482 m) au nord, et les Pènes d'Arrucours (2 380 m) au sud.
Il surplombe le lac d’Uzious (2 117 m) à l'ouest et le lac du Tech (1 207 m) à l'est.

## Protection environnementale
Le col fait partie d'une zone naturelle protégée, classée ZNIEFF de type 1.

## Voies d'accès
Le versant ouest, côté Pyrénées-Atlantiques est accessible par le sentier du GR10, qui mène au lac d'Anglas. On le quitte par l'est au pied du vallon de Plaa de Batch (1 575 m) en restant dans le vallon du Valentin. On rencontre des mégalithes près des cabanes de Congues (1 850 m) puis prendre au lac d’Uzious et enfin au lac du Lavedan au pied du col.
Le versant est côté Hautes-Pyrénées est accessible par le sentier au départ du parking du lac du Tech, en longeant le ruisseau de Labas jusqu’à la cabane de Bouleste et prendre en direction du col.